# デワルト・ヒューマン
デワルト・ヒューマン（Dewald Human、1995年5月19日 - ）は、南アフリカ共和国のラグビーユニオン選手。

## プロフィール
- 南アフリカ共和国・ユニオンデール出身[1]。
- ポジションはスタンドオフ(SO)、フルバック(FB)。
- 身長 168cm、体重 70kg

## 略歴
2016年、サザン・キングスに加入。
2018年、ラグビーワールドカップセブンズ2018の7人制南アフリカ共和国代表に選ばれて3位に貢献。